# Championnats de France de cyclisme sur route 2008
Les championnats de France de cyclisme sur route 2008 se sont déroulés à :
- Semur-en-Auxois (Côte-d'Or), du 26 au 29 juin, pour les épreuves élites messieurs, amateurs et dames.
- Cusset (Allier), du 28 au 31 août, pour les championnats de France de l'Avenir (cadets, juniors et espoirs).

## Résultats

### Hommes

#### Élites
| Épreuve          | Or               | Or              | Argent          | Argent       | Bronze        | Bronze       |
| ---------------- | ---------------- | --------------- | --------------- | ------------ | ------------- | ------------ |
| Course en ligne  | Nicolas Vogondy  | 6 h 03 min 02 s | Arnaud Coyot    | à 36 s       | Julien Loubet | à 42 s       |
| Contre-la-montre | Sylvain Chavanel | 53 min 15 s     | Christophe Kern | à 1 min 17 s | Noan Lelarge  | à 1 min 37 s |

#### Espoirs
| Épreuve          | Or                | Or | Argent          | Argent | Bronze       | Bronze |
| ---------------- | ----------------- | -- | --------------- | ------ | ------------ | ------ |
| Course en ligne  | Arnaud Courteille |    | Arthur Vichot   |        | Romain Hardy |        |
| Contre-la-montre | Tony Gallopin     |    | Nicolas Boisson |        | Cyril Bessy  |        |

#### Amateurs
| Épreuve                  | Or                     | Or              | Argent              | Argent | Bronze     | Bronze |
| ------------------------ | ---------------------- | --------------- | ------------------- | ------ | ---------- | ------ |
| Course en ligne amateurs | Jean-Christophe Péraud | 4 h 05 min 26 s | Guillaume Bonnafond | à 16 s | Blel Kadri | à 19 s |

#### Juniors
| Épreuve                  | Or              | Or | Argent        | Argent | Bronze           | Bronze |
| ------------------------ | --------------- | -- | ------------- | ------ | ---------------- | ------ |
| Course en ligne juniors  | Kenny Elissonde |    | Pierre Bonnet |        | Grégoire Tarride |        |
| Contre-la-montre juniors | Romain Bacon    |    | Johan Le Bon  |        | Jérémie Souton   |        |

### Femmes

#### Élites
| Épreuve          | Or                     | Or              | Argent                   | Argent       | Bronze       | Bronze       |
| ---------------- | ---------------------- | --------------- | ------------------------ | ------------ | ------------ | ------------ |
| Course en ligne  | Jeannie Longo-Ciprelli | 3 h 03 min 51 s | Christel Ferrier-Bruneau | à 3 min 05 s | Edwige Pitel | m.t.         |
| Contre-la-montre | Jeannie Longo-Ciprelli | 31 min 16 s     | Maryline Salvetat        | à 1 min 08 s | Edwige Pitel | à 1 min 57 s |

#### Espoirs
| Épreuve          | Or             | Or          | Argent             | Argent       | Bronze            | Bronze       |
| ---------------- | -------------- | ----------- | ------------------ | ------------ | ----------------- | ------------ |
| Course en ligne  | Julie Krasniak |             | Émilie Blanquefort | à 5 min 05 s | Amélie Rivat      | à 8 min 51 s |
| Contre-la-montre | Julie Krasniak | 33 min 46 s | Jennifer Fischer   | à 3 min 26 s | Emmanuelle Merlot | à 3 min 59 s |